# Aniceto Simões
Aniceto Silva Simões (nascido em 8 de setembro de 1945) é um atleta de fundo português. Ele competiu nos 5000 metros masculinos nos Jogos Olímpicos de Verão de 1976.